# Droga N99 (Holandia)
Droga N99 (nl. Rijksweg 99) – znajduje się w północno-zachodniej części Holandii. Zaczyna się na węźle Amsterdam/Leeuwarden – A7 (zjazd nr 14). Kończy się na skrzyżowaniu z drogami N9/N250 nieopodal wsi De Kooby.